# 安永大志
安永 大志（やすなが ひろし、1973年（昭和48年）10月1日 - ）は、日本の実業家、プロデューサー。ATTARAーE株式会社代表取締役社長、株式会社1919取締役社長COO、株式会社エムズカンパニー取締役。

## 来歴
大阪府岸和田市で生まれ、幼少、少年時は主に東京都内（麻布十番、月島、豊海）や横浜市で過ごし、高校卒業後より渡米。大学在学中より、現地のHIPHOP CREW内でイベントでライブ活動などを行うが、大学卒業まで2年余りでホテルに就職し、大学は無事卒業するも、1999年に帰国。その後、株式会社WiZ（現プレックス）で、キャラクター版権やアニメビジネスに関わり、「かえってきた　たまごっちプラス」「おやじの道シリーズ」「レジェンズ〜蘇る竜王伝説〜」などの版権管理や宣伝プロデューサーとして従事した。
2006年にはMTV JAPANに移籍し、主にバラエティ、ダンス、ファッションなどの番組企画、プロデュースを担当し、「MTV Girls Collection」「MTV　PINKS」「カルメンエレクトラのセクシー・ボディ・レッスン」「もっと兼本さん宅」MTV初の国産ドラマ「MTV ZERO」などの立ち上げやパッケージ化など行った。その後、[株式会社サニーサイドアップでは、入社早々に日本郵政の「カーボンオフセット年賀はがき」のPRムービー「地球の未来に送ろうムービー」を、坂本龍一、中田英寿、小林尊、小島よしお、の他、鷹の爪団など、多様なセレブリティ、キャラクターなどを起用し制作。その後はシンガーソングライターの大黒摩季をはじめとした非アスリート系のタレントマネジメントを担当した。
2011年には、セガサミーグループのセガに入社し、アプリゲームの創成期のおいて代表的存在であったセガネットワークス立ち上げメンバーの一人として、マーケティング組織を組成し、「ぷよぷよクエスト」「チェインクロニクル」の成功で以降のゲームアプリマーケティングの礎というべき形を確立した。
以降、マッチングアプリサービス「Omiai」を運営している株式会社ネットマーケティングにおいて執行役員メディア事業本部長に就任、ファッションEC「SHOPLIST」やエレメンタルストーリーなどのヒットゲームアプリを運営しているクルーズ株式会社では、TVCMや大規模ユーザーイベントなどを手掛けた後、2017年ATTARA-E株式会社を設立し、代表取締役に就任。スポーツのテーチング領域ビジネス立ち上げ傍ら、外資系ITベンチャー企業や通信、エネルギー、ゲームなど多岐業種業態にわたるマーケティング、ブランディングコンサルティングを提供する一方、「肉フェス」では運営やスポンサーブースプロデュース、「虫グルメフェス（2020年）」ではサニーサイドアップ社と共同プロデュースなども行っている。2018年東北芸術工科大学非常勤講師、2019年エムズカンパニー取締役、2021年株式会社1919取締役社長COO。

## 人物
父親は米系韓国人で母親は在日韓国人。以前は米韓両方の国籍を保持していたが韓国を選択。理由は、「米国籍をもっていてもメリットを感じない」。
離婚歴があり、前妻との間に子供がいる。